# Dance 360
Dance 360 foi uma série de televisão estadunidense exibida pela Paramount Domestic Television entre 2004 e 2005. Seu tema principal era a dança hip hop, onde os competidores disputavam 360 dólares e um Xbox. Foi ao ar entre 30 de agosto de 2004 e 9 de setembro de 2005.